# Gros Horloge (Ruan)
El Gros-Horloge, en  español, Gran Reloj, es un reloj astronómico del siglo XIV situado en la ciudad francesa de Ruan, Normandía. Su mecanismo es uno de los más antiguos de Francia y forma parte de un conjunto histórico protegido desde 1862, que completan una arcada sobre pabellón y una fuente monumental.

## Torre cívica
La construcción del reloj data de 1389 y fue realizada por Jourdain Delestre y Jean de Felains. Inicialmente, se instaló, junto a las campanas comunales, en una torre cívica con elementos de gótico florido, construida entre 1389 y 1398 por el arquitecto Jean de Bayeux, sobre los cimientos de una torre anterior. La primera torre cívica había sido destruida en la Revuelta de la Harelle (1382), en la que los ciudadanos se sublevaron contra el abusivo régimen fiscal impuesto por el rey para financiar la guerra contra Inglaterra. A partir de ahí, con el pretexto de albergar el reloj, se construyó la nueva torre. El último nivel estaba coronado por un chapitel agudo o aguja en estilo gótico flamígero, reemplazado en 1711 por la actual cúpula proyectada por Nicolás Bourgeois.

## El reloj
El reloj se construyó originalmente sin esfera, con una manecilla única que se mueve marcando las horas. El mecanismo está realizado en hierro fundido. Con, aproximadamente el doble del tamaño del reloj de la catedral de Wells, es quizás el mecanismo más grande que aún existe. Se añadió un frente en 1529 cuando el reloj se trasladó a su posición actual. El mecanismo se electrificó en la década de 1920 y se restauró en 1997. 
El frente renacentista del reloj actual representa un sol dorado con 24 rayos sobre un fondo azul estrellado. La esfera mide 2,5 metros (25,0 dm; 250 cm) de diámetro. Las fases de la luna se muestran en el óculo de la parte superior de la esfera, de 30 cm ei diámetro, completando una rotación completa en 29 días. Los días de la semana se muestran en una abertura cuadrangular en la base de la esfera con motivos alegóricos para cada día de la semana. 
El Gran Reloj se ha reproducido en pinturas de JMW Turner y el impresionista francés Léon-Jules Lemaître.

## La arcada
Situada en la vía principal del casco histórico, la arcada sirve de apoyo a un pabellón. Se construyó entre 1527 y 1529 en estilo renacentista, para reemplazar la antigua y ruinosa «Porte Massacre», en un periodo en el que en la ciudad de Rouen se construyeron numerosos edificios en este estilo. En el centro del arco se encuentra el escudo de la ciudad, caracterizado por un Cordero Pascual sobre fondo rojo, el color de Normandía.

## La fuente
En el sector oeste de la torre se halla dispuesta una fuente monumental construida entre 1733 y 1743 por el rey Luis XV como muestra de benevolencia a la ciudad. Representa una escena mitológica de los encuentros amorosos entre el río Alfeo y la ninfa Aretusa, sobre los cuales vuela la figura de Cupido, donde Alfeo simboliza el río Sena, Aretusa la fuente y Cupido el amor del rey por Ruen.